# Michal Gabriel

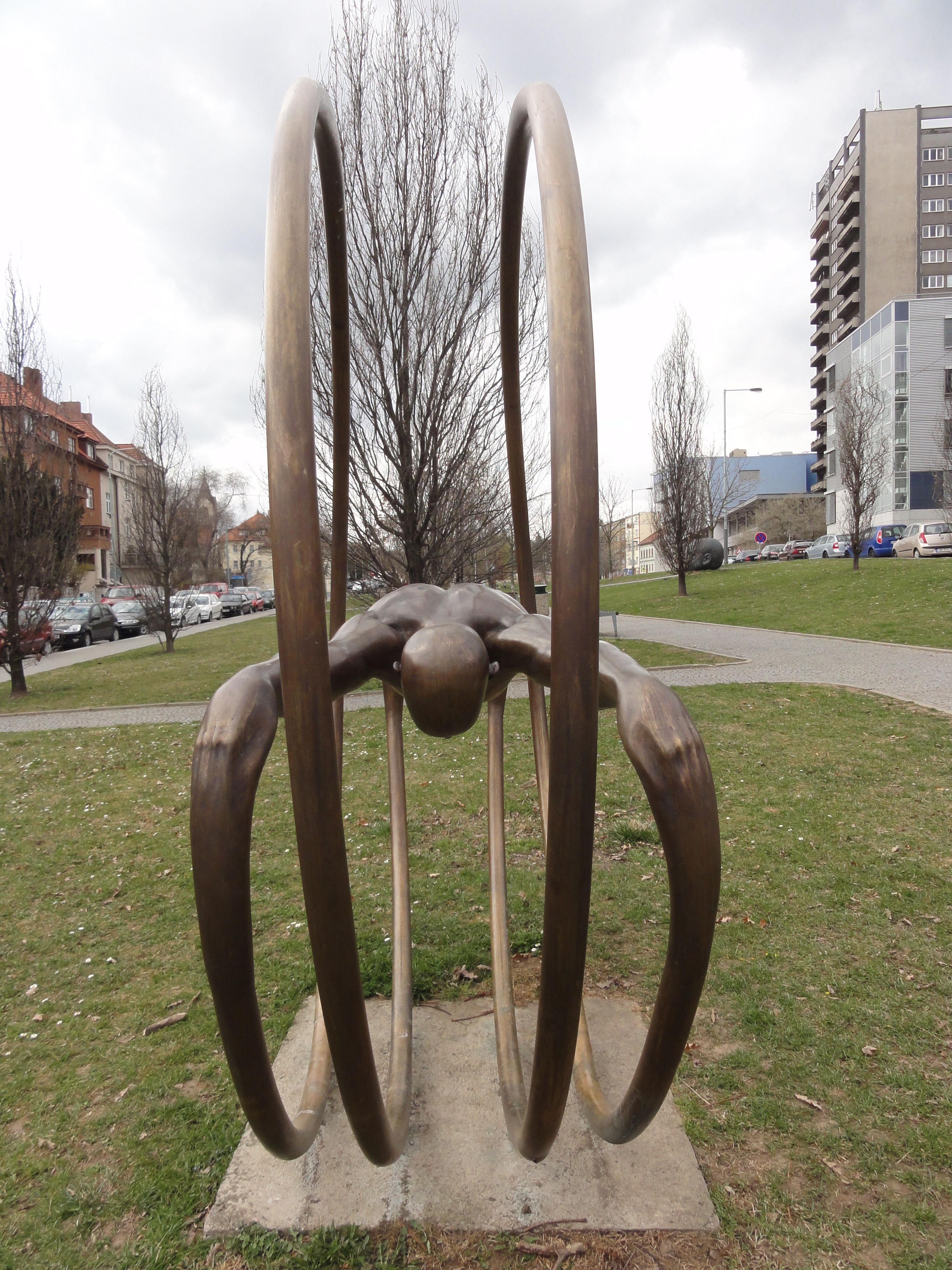
Út (Hadovka park, Prága)

Michal Gabriel (Prága, 1960. február 25. –) cseh képzőművész, szobrász, főiskolai tanár, dékán a Képzőművészeti Tanszéken a Brnói Műszaki Főiskolán.

## Pályafutása
A képzőművészeti iparművészeti középiskola elvégzése után Prágában diplomázott a Képzőművészeti Akadémián, ahol szobrászatot tanult.
1987-ben más képzőművészekkel együtt létrehozta a nem szokványos művészeti csoportosulást, a Keményfejűeket (Tvdrdohlaví). 1998 óta docensként dolgozik a Brnói Műszaki Főiskola Képzőművészeti Tanszékén és a Prágai Iparművészeti Főiskolán Prágában. 1995-ben munkája elismeréseképpen a Chalupecký díjat is megkapja. Legismertebb munkái közé tartoznak a Prágai Állatkert indonéz dzsungelében elhelyezett művei.

## Érdekesség
Barátjával és osztálytársával, Michal Zárával együtt 1980 óta küzd a védett hucul lovakért a Jana-hegyen és a Krkonoše-hegységben.